# Pariah (geslacht)
Pariah is een monotypisch geslacht van straalvinnige vissen uit de familie van grondels (Gobiidae).

## Soort
- Pariah scotius Böhlke, 1969